# Rhinolophus rufus
Rhinolophus rufus är en fladdermusart som beskrevs av Joseph Fortuné Théodore Eydoux och Paul Gervais 1836. Rhinolophus rufus ingår i släktet Rhinolophus och familjen hästskonäsor. IUCN kategoriserar arten globalt som nära hotad. Inga underarter finns listade i Catalogue of Life.
Arten förekommer med flera från varandra skilda populationer i Filippinerna. Den lever i låglandet och i kulliga områden upp till 350 meter över havet. Rhinolophus rufus vistas i olika slags skogar och den vilar ofta i grottor.